# Rookkijärvi
Rookkijärvi är en sjö i kommunen Sodankylä i landskapet Lappland i Finland. Arean är 37 hektar och strandlinjen är 2,62 kilometer lång. Sjön  ingår i Kemi älvs huvudavrinningsområde.   Den ligger omkring 150 kilometer norr om Rovaniemi och omkring 850 kilometer norr om Helsingfors. 